# Wolfgang Wagner (Schauspieler)
Wolfgang Wagner (* 28. September 1963 in Oldenburg) ist ein deutscher Schauspieler und Synchronsprecher.

## Leben
Nach Abitur und Zivildienst absolvierte Wagner zunächst eine 2-jährige Ausbildung zum Wirtschaftsdolmetscher für Englisch und Französisch in Osnabrück. 1987–1989 folgte seine Ausbildung am Schauspielstudio Frese in Hamburg. Ab 1989 war er unter anderem am Fränkischen Theater Schloss Maßbach, am Landestheater Mecklenburg/Neustrelitz und am Ernst Deutsch Theater in Hamburg engagiert. Seine Fernsehkarriere begann er mit der Rolle des Assistenzarztes Dr. Brotesser in der Sat.1-Serie Alphateam – Die Lebensretter im OP.
Die Zuschauer waren so angetan von der smarten, sensiblen Art des Doktors, dass der Sender ihm und seinem Kollegen Dr. Pacek (gespielt von Moritz Lindbergh) eine eigene Sendung anbot: Broti & Pacek – Irgendwas ist immer.
Von 2009 bis April 2012 war er als Ingo Polauke in der Sat.1-Telenovela Anna und die Liebe zu sehen.
Neben seiner Tätigkeit als Schauspieler arbeitet Wagner noch als Off-Sprecher für diverse Rundfunk-Stationen sowie als Synchronsprecher in Film und TV.

## Filmografie
- 1997–2002: Alphateam – Die Lebensretter im OP (Fernsehserie, 164 Folgen)
- 2002–2003: Broti & Pacek – Irgendwas ist immer (Fernsehserie)
- 2005: Küss mich, Hexe
- 2007: In aller Freundschaft: Einzelkämpfer
- 2008–2012: Anna und die Liebe
- 2010: Unser Charly: Es spukt
- 2011: Der letzte Bulle (Fernsehserie) – Folge: Alle Wege führen zum Du
- 2011: Die Rosenheim-Cops: Mord auf Raten
- 2013: Der Landarzt (Fernsehserie) – Folge: Frischer Wind

### Synchronsprecher (Auswahl)

#### Filme
- 2003: Gods and Generals – Sean Pratt als Dr. Hunter Holmes McGuire
- 2004: Silver City – Danny Huston als Danny O’Brien
- 2006: Saw III – Angus Macfadyen als Jeff
- 2007: Mr. Magoriums Wunderladen – Jason Bateman als Henry Weston
- 2007: Zodiac – Die Spur des Killers – Jason Wiles als Dagitz
- 2007: Saw IV – Angus Macfadyen als Jeff
- 2008: Che – Revolución – Benicio del Toro als Ernesto „Che“ Guevara de la Serna
- 2008: Che – Guerrilla – Benicio del Toro als Ernesto „Che“ Guevara de la Serna
- 2008: Saw V – Angus Macfadyen als Jeff
- 2008: Jumper – Chris Stuart-Clark als Paladin #1
- 2013: Seelen – Scott Lawrence als Doc
- 2013: Man of Steel – Michael Shannon als General Zod[1]
- 2014: 96 Hours – Taken 3 – Don Harvey als Garcia
- 2015: Fifty Shades of Grey – Dylan Neal als Bob

#### Serien
- 2001: The District – Einsatz in Washington – David O’Hara als Danny „Mac“ McGregor
- 2002: Providence – Jim Pirri als Peter Calcatera
- 2003: Mutant X – Victor Webster als Brennan Mulwray
- 2005–2010: Dead Zone – Chris Bruno als Sheriff Walt Bannerman
- 2007: Navy CIS – Shaun Duke als Aziz Abu Selom
- 2007: Desperate Housewives – Matt Roth als Art Shepherd
- 2007–2014: Brothers & Sisters – Balthazar Getty als Tommy Walker
- 2008: Alias – Die Agentin – Balthazar Getty als Thomas Grace
- 2008–2014: Sons of Anarchy – Tommy Flanagan als Filip „Chibs“ Telford
- 2008: Two and a Half Men – Matt Roth als Greg
- 2009: Ghost Whisperer – Stimmen aus dem Jenseits – Todd Stashwick als Alan Walters
- 2011: Strike Back – Richard Armitage als Sgt. John Porter
- 2012: Spooks – Im Visier des MI5 – Richard Armitage als Lucas North
- 2012–2017: Girls – Peter Scolari als Tad Horvath
- 2013: Grey’s Anatomy – Steven Culp als Dr. Parker
- 2013–2016: Masters of Sex als Dr. William Master
- 2014–2020: Marvel’s Agents of S.H.I.E.L.D. – Henry Simmons als Alphonso ‘Mack’ Mackenzie
- 2014–2023: The Flash – Jesse L. Martin als Joe West
- 2015: Heidi als Herr Sesemann
- 2017–2020: Rapunzel – Die Serie – Clancy Brown als König Frederic
- 2018–2020: Star Wars Resistance – Scott Lawrence als Jarek Yeager
- seit 2019: Good Omens – Michael Sheen als Erziraphael (engl. Aziraphale)
- 2020: Sword Art Online: Alicization – War of Underworld – Tsuyoshi Koyama als Vassago „PoH“ Cassals
- seit 2020: Navy CIS – Rocky Carroll als Leon Vance
- 2021: The Falcon and the Winter Soldier – Antonio D. Charity als Lemars Vater
- 2021: What If…? – Andy Serkis als Ulysses Klaue